# バカの時代
バカの時代（バカのじだい）は、全日本プロレスで活動するプロレスのユニット。
Evolutionが下地のユニットである。

## 概要
2024年、諏訪魔と鈴木秀樹が「全日本プロレスに『バカの時代』が迫っている」と提唱。世界タッグ王座を戴冠していた二人による試合後の「バカバカ問答」に端を発し、佐藤光留も合流。その後も宮本裕向、阿部史典、青柳優馬と徐々に勢力を拡大している。

## メンバー
- 諏訪魔（2025年3月29日脱退）
- 鈴木秀樹
- 青柳優馬
- 佐藤光留
- 宮本裕向
- 阿部史典
- 真霜拳號
- 立花誠吾

## タイトル歴
全日本プロレス
- 三冠ヘビー級王座
  - 青柳優馬（第73代）
- GAORA TV王座
  - 宮本裕向（第28代）
- 世界タッグ王座
  - 諏訪魔&鈴木秀樹（第98代）
  - 鈴木秀樹&真霜拳號（第101代）
- 全日本プロレスTV認定6人タッグ王座
  - 青柳優馬&阿部史典＆佐藤光留（第28代）

## ユニット入場曲
- バカになって/すりぃ